# Pombalinho (Golegã)
Pombalinho es una freguesia portuguesa del concelho de Golegã, con 7,7 km² de superficie y 448 habitantes (2011). Su densidad de población es de 58,2 hab/km².
Situada en la margen derecha del río Tajo, a unos 8 km al sur de la capital del concelho y a 22 km al nordeste de la ciudad de Santarém, la freguesia, antigua villa romana, se denominó originalmente Santa Cruz de Pombal, hasta que a partir del siglo XVIII pasó a ser conocida con su designación actual de Pombalinho, para distinguirla de otras localidades del mismo nombre, especialmente de la villa de Pombal. Hasta la reforma administrativa de 2013 pertenecía al concelho de Santarém, siendo transferida entonces al de Golegã.

## Demografía
| Gráfica de evolución demográfica de Pombalinho entre 2011 y 2021 |
|                                                                  |
| Datos según el nomenclátor publicado por el INE portugués.       |